# Vigeland
Vigeland è un villaggio della Norvegia di 1 471 abitanti, situato nella municipalità di Lindesnes, nella contea di Agder.